# Anette Hoff

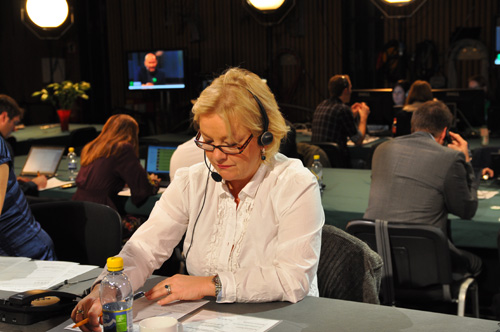
Anette Hoff (2011)

Anette Hoff (* 16. Mai 1961 in Drøbak bei Akershus) ist eine norwegische Schauspielerin und Regisseurin.

## Leben
Hoff begann ihre Karriere zunächst als Souffleuse und Statistin von 1985 bis 1988 am Osloer Nationaltheatret. Ab 1989 war sie dann auch als freischaffende Schauspielerin auf der Bühne an mehreren norwegischen Theatern tätig. Ihr Filmdebüt hatte Hoff 1995 in der Rolle als Inga in dem Thriller Gefährliche Wasser. 1996 spielte sie in dem biografischen Spielfilm Hamsun, die Tochter von Knut Hamsun, Ellinor Hamsun. 1999 trat in der Komödie Absolutt blåmandag als Svanhild und 2002 in dem Filmdrama Dina – Meine Geschichte als Dagny auf. Hoff erreichte in Norwegen ihre größte Bekanntheit durch ihre Mitwirkungen seit 1998 in der Seifenoper-Serie Hotel Cæsar des Fernsehsenders TV 2 in der Hauptrolle der Hotelmanagerin Juni Anker-Hansen. Für die Rolle im Hotel Cæsar wurde sie 1999 mit dem Gullruten-Preis in der Kategorie „Beste Fernsehschauspielerin“ und 2010 nochmals in der Kategorie „Jährlicher Ehrenpreis“ zusammen mit der Schauspielerkollegin Sossen Krogh ausgezeichnet. Des Weiteren führte sie ebenfalls ab 1998 bei einigen Folgen von Hotel Cæsar auch die Regie. Im Herbst 2005, im Frühjahr 2010 sowie im Herbst 2011, setzte sie zwischendurch in der Serie aus und nutzte die Pausen um mehr auf der Bühne zu spielen zu können.
So spielte 2010 Hoff in ihrer sechsmonatigen Pause beim Hotel Caesar am Riksteatret in mehreren Aufführungen, die Rolle der Martha in dem Stück Wer hat Angst vor Virginia Woolf?.
Weiterhin trat sie in der Rolle als Torgny im Freiluft-Festspiel «Spelet om St. Hallvard» (Spiele zu St. Hallvard) von der norwegischen Religionshistorikerin und Hochschullehrerin Ingvild Sælid Gilhus aus Lier auf, das am 13. August 2008 seine Premiere hatte. 2011 spielte in der Weihnachtsserie Jul i Blåfjell des NRKs mit. Im Sommer 2012 und 2013 spielte sie auf der Freilichtbühne Herøy die Rolle der Kjerring Bråte in dem Wikinger-Musical Herøyspelet Kongens Ring (Der Ring des Königs). Hoff ist auch als Synchronsprecherin tätig, so sprach sie z. B. die norwegische Stimme von Petunia Dursley in allen Harry-Potter-Filmen.
Hoff ist mit dem Schauspieler Nils Ole Oftebro verheiratet und sie haben einen gemeinsamen Sohn Jonas Hoff Oftebro, der ebenfalls Schauspieler ist und erstmals bekannt wurde durch seine Auftritte in der norwegischen Filmreihe Olsenbanden Junior.

## Filmografie
- 1995: Gefährliche Wasser (Farlig farvann)
- 1996: Hamsun
- 2000: Den store klassefesten (Fernsehserie)
- 1998–2005, 2006–2010, 2010–: Hotel Cæsar (Fernsehserie)
- 1999: Absolutt blåmandag
- 2002: Dina – Meine Geschichte (Jeg er Dina)
- 2003: God kveld, Cæsar (Fernsehfilm)
- 2009: En god nummer to
- 2015: Maniac (Fernsehserie)
- 2017: Min venn Marlon (Fernsehserie)
- 2018: Thorbjørn (Fernsehserie)
- 2019–2020: Weihnachten zu Hause (Hjem til jul, Fernsehserie)

## Filmografie (Regisseur)
- 1998–: Hotel Cæsar (Fernsehserie)